# Paranapuã
Paranapuã é um município do estado de São Paulo, no Brasil. Tem uma população de 4 095 habitantes (IBGE/2020).

## História
Em 1949, Paulo Guilherme Ferraz adquiriu as terras do atual município, então desabitadas, através de leilão. As terras foram colonizadas, em seguida, por João Batista Schiavon. Inicialmente, o povoado adquiriu o nome de "Entre Rios", por se localizar entre os rios Grande e Paraná. Logo, porém, adquiriu seu nome atual, Paranapuã, nome de origem tupi que significa "mar redondo" pela junção de paranã (mar) e apu'a (redondo).  Em 1959, a região adquiriu o status de distrito pertencente a Dolcinópolis. Em 28 de fevereiro de 1964, o distrito adquiriu a condição de município autônomo.

## Geografia
Localiza-se a uma latitude 21º46'05" sul e a uma longitude 50º46'18" oeste, estando a uma altitude de 474 metros. Possui área de 140,354 km².

## Demografia

### População
| Crescimento populacional                             | Crescimento populacional | Crescimento populacional | Crescimento populacional |
| Ano                                                  | População Total          |                          | %±                       |
| ---------------------------------------------------- | ------------------------ | ------------------------ | ------------------------ |
| 1970                                                 | 9 190                    |                          | —                        |
| 1980                                                 | 5 789                    |                          | −37,0%                   |
| 1991                                                 | 5 777                    |                          | −0,2%                    |
| 2000                                                 | 3 632                    |                          | −37,1%                   |
| 2010                                                 | 3 815                    |                          | 5,0%                     |
| 2022                                                 | 4 031                    |                          | 5,7%                     |
| Est. 2024                                            | 4 111                    | [ 5 ]                    | 2,0%                     |
| Fontes: Censos Demográficos IBGE e Estimativas SEADE |                          |                          |                          |

### Dados demográficos
Dados do Censo - 2010
População Total: 3 815
- Urbana: 3 394
- Rural: 421
- Homens: 1 950[9]
- Mulheres: 1 865

Densidade demográfica (hab./km²): 27,16
Dados do Censo - 2000
Mortalidade infantil até 1 ano (por mil): 10,39
Expectativa de vida (anos): 74,45
Taxa de fecundidade (filhos por mulher): 2,10
Taxa de Alfabetização: 83,47%
Índice de Desenvolvimento Humano (IDH-M): 0,775
- IDH-M Renda: 0,687
- IDH-M Longevidade: 0,824
- IDH-M Educação: 0,814

(Fonte: IPEADATA)

## Infraestrutura

### Comunicações
O sistema de telefones automáticos foi inaugurado na cidade em 1977 pela Telecomunicações de São Paulo (TELESP), que também implantou o sistema de discagem direta à distância (DDD) em 1986 com o código de área (0176). Anteriormente a cidade era atendida pela Companhia de Telecomunicações do Estado de São Paulo (COTESP).
Na década de 90 o código DDD da cidade foi alterado para (017), para padronização do sistema telefônico com a telefonia celular que estava sendo implantada em todo o estado.

## Religião
O Cristianismo se faz presente na cidade da seguinte forma:

### Igreja Católica
- A igreja faz parte da Diocese de Jales.[14]

### Igrejas Evangélicas
- Assembleia de Deus Ministério do Belém.[15][16]
- Congregação Cristã no Brasil.[17]